# دروازه‌های تهران

احتمالاً دروازه دوشان تپه (اثر والتر میتل‌هولتسر حوالی سال ۱۳۰۴)

درواره گمرگ (اثر والتر میتل‌هولتسر حوالی سال ۱۳۰۴)

دروازه‌های تهران به بناهای استوار و بلند و فضاهای شهری پیرامون آنها گفته می‌شد که در گذشته در بخش‌هایی از حصار و برج و باروی شهر تهران ساخته شده بودند. ساخت این بناها  از عصر صفویه با ساخت پنج دروازه در دوران شاه تهماسب یکم برای نخستین بار انجام شد. در دوران افغان‌ها یک دروازه و در دوران محمد شاه قاجار یک دروازهٔ دیگر ساخته شد. در دوران پادشاهی ناصرالدین شاه قاجار دروازه‌های صفوی جهت گسترش شهر ویران شدند و سپس شهر دارای دوازده دروازه شد.
دروازه‌های دوران ناصرالدین شاه در دوران پهلوی تخریب شدند و امروز تنها دو دروازه از دوران‌های گذشته باقی مانده است، یکی دروازهٔ باغ ملی که در نخست‌وزیری رضاخان ساخته شده و دیگری بخش کوچکی از دروازهٔ محمدیه واقع در مدخل بازار عباس‌آباد می‌باشد. همچنین سردر قورخانهٔ تهران نیز از آن دوران بر جای مانده است.
دروازه‌های دوازده‌گانه از دیدگاه کاشی‌کاری و نقش‌‌ونگار و ستون‌هایی به رنگ آبی آسمانی با نقوش جالبشان مثل نقش رستم، دیو سپید و رستم و اسفندیار همه زیبا، گیرا و دلپذیر بودند. دروازه‌های تهران عبارت بودند از: دروازهٔ خراسان، دروازهٔ شاه عبدالعظیم، دروازهٔ غار، دروازهٔ گمرک، دروازهٔ قزوین، دروازهٔ بهجت‌آباد، دروازهٔ دولت، دروازهٔ شمیران، دروازهٔ دوشان‌تپه، دروازهٔ دولاب، دروازهٔ باغ‌شاه
و دروازهٔ چراغ برق. این دروازه‌ها شب‌ها بسته می‌شد و رفت‌وآمد از آن‌ها ممنوع می‌شد، مگر با گفتن (اسم شب) که همه روزه وزیر دربار آن را به رئیس قراولان می‌داد.
آخرین دروازه‌ای که در دارالخلافهٔ تهران ساخته شد و آن را دروازهٔ میدان مشق می‌گفتند، در دوران سلطنت رضاشاه در محل میانی شرکت نفت و پستخانه به وجود آمد. درِ بزرگ آهنی این بنا را که سال‌ها بر فراز آن نقاره می‌زدند در قورخانه ساخته بودند.
دروازه‌های دوازده‌گانهٔ تهران در سال ۱۳۰۹ شمسی در دورهٔ شهرداری کریم آقا بوذرجمهری به بهانهٔ نوسازی شهر تهران ویران کردند.

## تاریخچهٔ دروازه‌های تهران
گر چه ناصر نجمی در کتاب «طهران عهد ناصری» نوشته‌است که تهران از زمان حکومت فتح‌علی شاه دارای دروازه شد، امّا از قراین تاریخی چنین برمی‌آید که قدمت نخستین دروازه‌های تهران، به دوره صفویه می‌رسیده‌است.

### در عصر صفویه

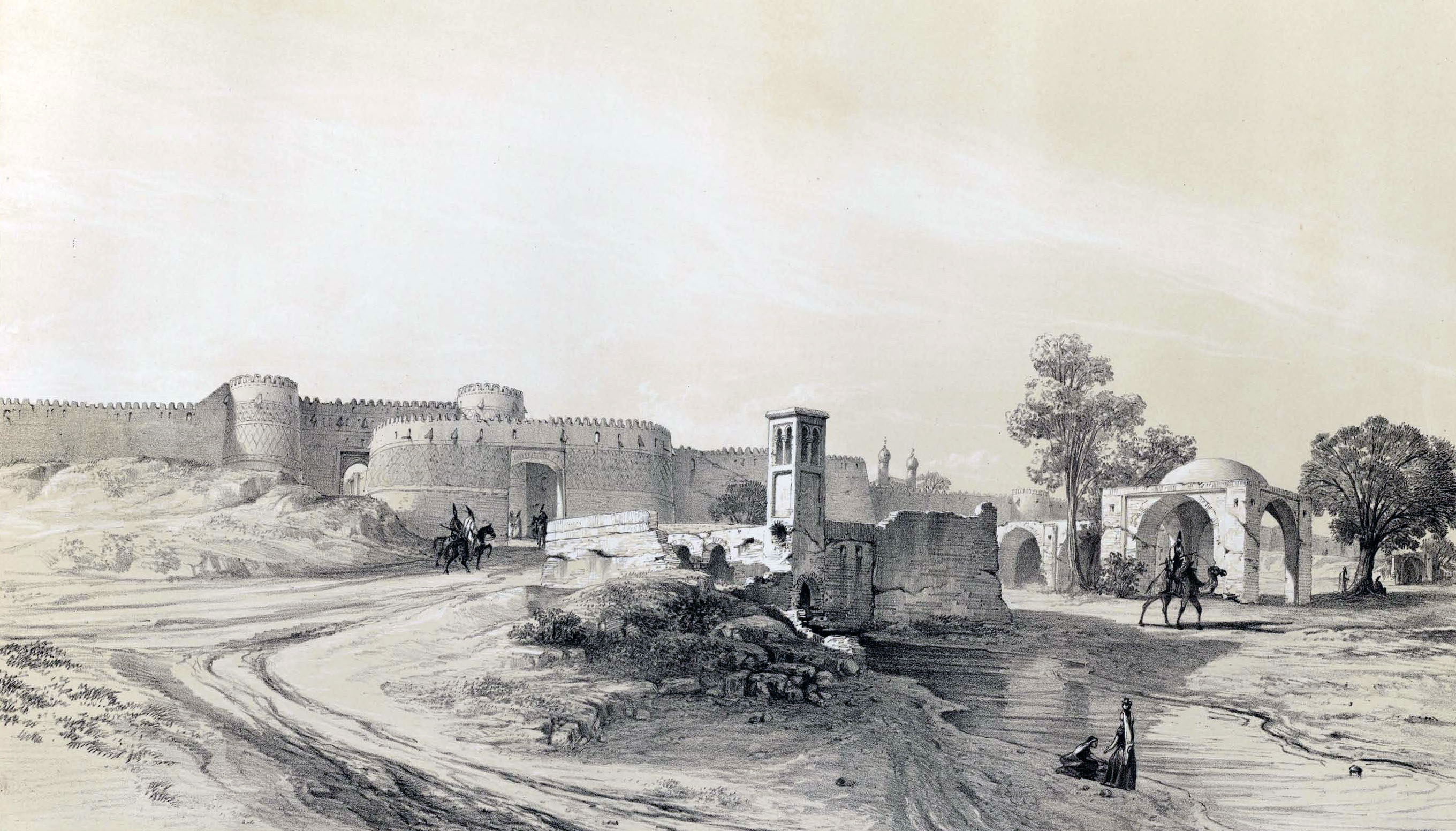
دروازه شميران (شاه‌طهماسبی) ۱۲۲۰، لیتوگرافی اثر اوژن فلاندن

گویا شاه طهماسب صفوی در دوران سلطنت خود، به دلیل علاقهٔ مفرطی که به تهران و آب‌وهوای تمیز آن داشته‌است، دستور داده که دورتادور شهر تهران را حصاری کشیده و چهار تا شش دروازه بر روی آن بنا کنند. این حصار ظاهراً دارای ۱۱۴ برج، به تعداد سوره‌های قرآن بوده‌است.
بدین ترتیب در دوران صفوی، و به طور دقیق از سال ۹۶۱ ه‍.ق، ضمن احداث حصار و برج و باروی تهران، نخست ۴ دروازه در اطراف این شهر بنا شد. این دروازه‌ها عبارت بودند از:
1. دروازه دولاب واقع در اول بازارچه نایب‌السلطنه (تقاطع خیابان شهید علی‌اصغر آل آقا [بازارچهٔ نایب‌السلطنه] و خیابان ری، بعدها در سه‌راه شکوفه دروازه دیگری به همین نام ساخته شد).
2. دروازه شاه عبدالعظیم واقع در ابتدای بازار حضرتی (تقاطع بازار حضرتی و خیابان مولوی، بعدها در میدان شوش دروازه دیگری به همین نام ساخته شد).
3. دروازه قزوین واقع در اول بازارچه قوام‌الدوله (تقاطع خیابان طرخانی و خیابان شاپور یا وحدت اسلامی، بعدها در میدان قزوین دروازه دیگری به همین نام ساخته شد).
4. دروازه شمیران واقع در اول پامنار (تقاطع خیابان پامنار و خیابان امیرکبیر، بعدها در انتهای پل چوبی دروازه دیگری به همین نام ساخته شد).

به غیر از این چهار دروازه که ورودی‌های شهر بودند، در این دوران همچنین دروازهٔ ارگ هم ساخته شد، که ورودی ارگ پادشاهی (بعدها مجموعه کاخ گلستان) بوده است.

### در دوران سلطهٔ افغان‌ها
در دوره تسلط افغان‌ها بر تهران که پس از دوران صفویه به وقوع پیوست، دروازهٔ شمالی ارگ توسط افغان‌ها بنا گردید. این دروازه که به نام دروازهٔ اسدالدوله معروف بود، در مدخل خیابان باب همایون احداث شد و تعداد دروازه‌های تهران را به شش عدد رساند. گفته می‌شود که افغان‌ها برای فرار در مقابل شورش و حملهٔ احتمالی مردم تهران این دروازه را با نام سرکرده شان، اسدالدوله در شمال ارگ بنا کردند. این دروازه در آن روزگار به بیابان راه داشت و بعدها دروازهٔ دولت نام گرفت. بعدها در محل تقاطع خیابان‌های انقلاب و سعدی دروازهٔ دیگری به همین نام ساخته شد.

### دورهٔ محمد شاه
در آخرین سال پادشاهی محمد شاه قاجار، و به سال ۱۲۶۳ قمری، دروازه‌ای در پاقاپوق تهران ساخته شد که بعدها دروازهٔ نو یا دروازهٔ محمدیه خوانده شد. این دروازه که در جنوب محلهٔ بازار تهران واقع است، تنها دروازه‌ایست که همچنان پابرجاست. بر بدنهٔ آن شیری طلایی به چشم می‌خورد.

### عهد ناصری

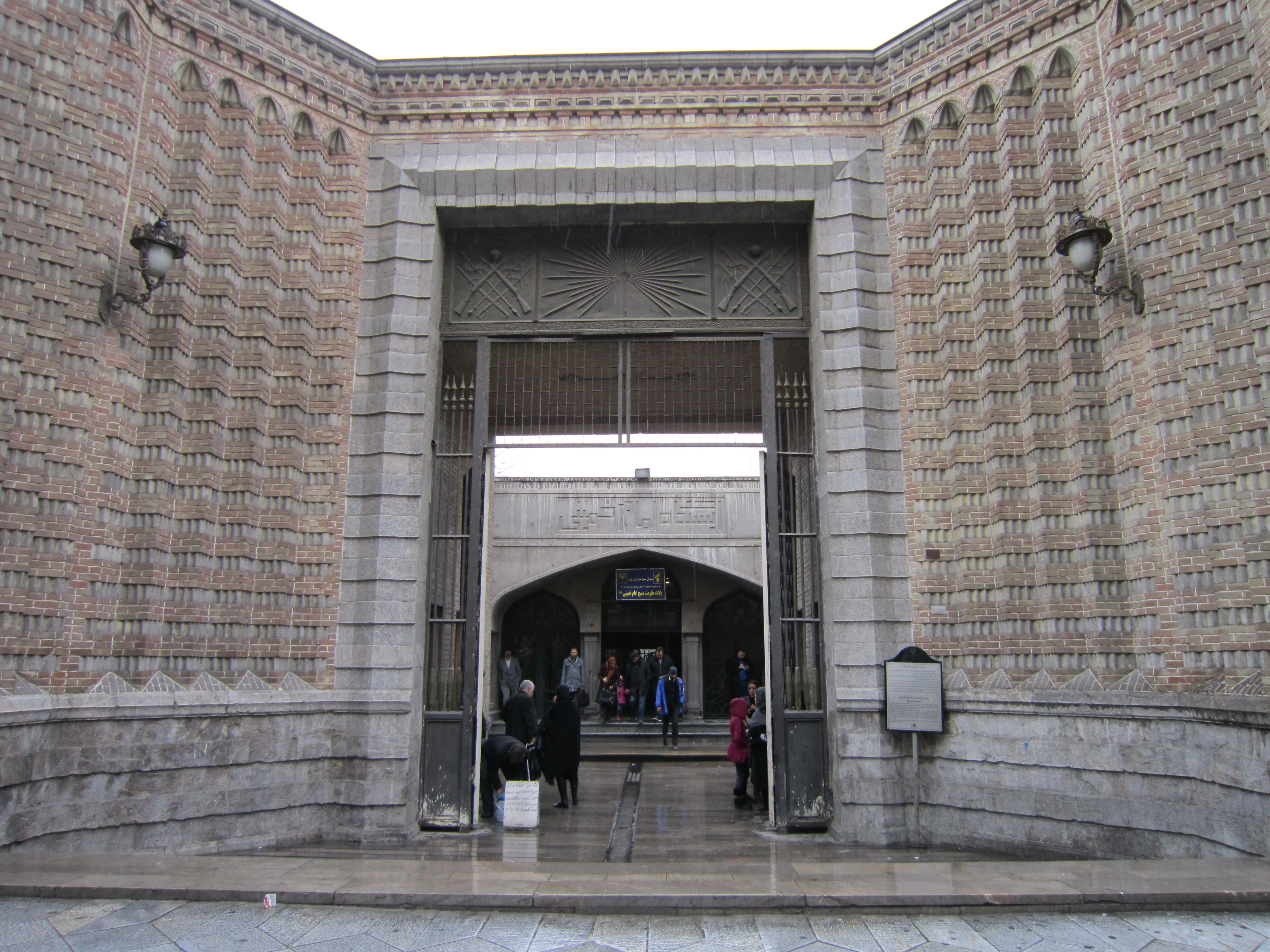
دروازهٔ قورخانه که امروزه ورودی ایستگاه مترو است.

دروازه‌های قدیمی مربوط به عصر صفوی و همین طور حصار نیمه‌مخروبه‌ای که از دوران شاه تهماسب یکم صفوی باقی مانده بود، در دوران ناصرالدین شاه تخریب شد و به جای آنها دروازه‌ها و حصار جدیدی بنا گردید.
بدین ترتیب در دورهٔ سلطنت ناصرالدین شاه علاوه بر ترمیم و گسترش حصار و برج و باروی شهر تهران، دروازه‌های دوازده‌گانهٔ این حصار که حصار ناصری خوانده می‌شد، بنا گشت. همچنین بسیاری از دروازه‌های داخل شهر تهران و نیز دروازهٔ راه‌آهن یا همان دروازهٔ ماشین دودی ساخته شد.
این‌ها همان دروازه‌هایی اند که در بسیاری از کتاب‌های تاریخی به عنوان دروازه‌های شهر تهران معرفی شده‌اند.

### دوره‌های بعد

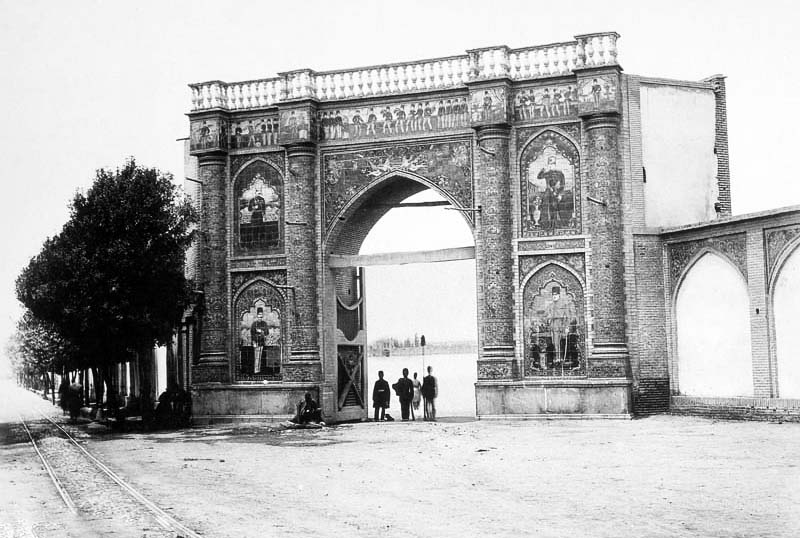
سردر میدان مشق در پایان دوره قاجار

گفته می‌شود که تنها دروازهٔ باغ ملی که بدان دروازهٔ سردر باغ ملی هم گفته می‌شود، در اواخر دورهٔ قاجاریه و زمان پادشاهی احمدشاه قاجار ساخته شده‌است. در این دوران سردار سپه (رضا شاه بعدی) نخست‌وزیری ایران را برعهده داشت.

## فهرست دروازه‌های تهران
در کتاب‌های تاریخی، بسته به قدمت آنها، یا فقط به نام چهار دروازهٔ مربوط به حصار عصر صفوی اشاره شده‌است یا نام دوازده تا سیزده دروازهٔ مربوط به حصار ناصری قید شده‌است، این دروازه‌ها، گاهی با احتساب دروازه‌های داخل شهر تهران تا ۳۱ دروازه یا حتی بیشتر هم رسیده‌است.
دروازه‌های حصار ناصری که تا دوران پادشاهی رضاشاه نیز اغلب آنها سرپا مانده بودند، عبارت بودند از:
1. دروازهٔ دولت (در محل تقاطع خیابان‌های انقلاب و مفتح )
2. دروازهٔ شمیران (در انتهای پل چوبی)
3. دروازهٔ دوشان‌تپه (در میدان ژاله)
4. دروازهٔ دولاب (در سه‌راه شکوفه)
5. دروازهٔ خراسان (مشهد) (در میدان خراسان)
6. دروازهٔ شاه عبدالعظیم (در میدان شوش امروزی، ابتدای جادۀ شهرری)
7. دروازهٔ غار (در حد فاصل میدان شوش و میدان خانی‌آباد)
8. دروازهٔ خانی‌آباد (در محل تلاقی خیابان خانی‌آباد و خیابان شوش)
9. دروازهٔ گمرک (در انتهای خیابان امیریه، رو به میدان گمرک)
10. دروازهٔ قزوین (در نزدیکی میدان قزوین)
11. دروازهٔ باغ‌شاه (در انتهای خیابان سپه)
12. دروازهٔ یوسف‌آباد (خیابان حافظ)

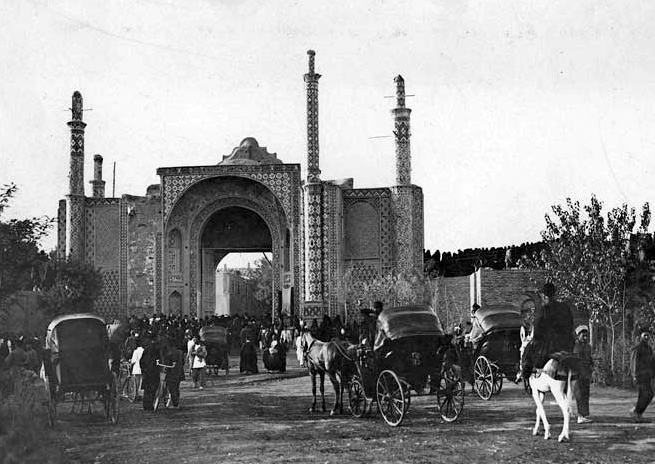
دروازه دولت
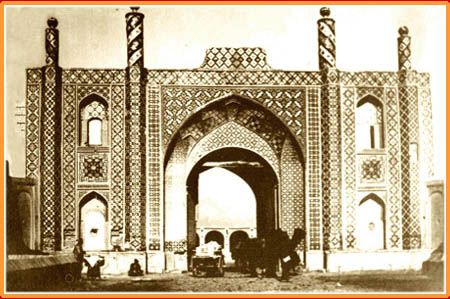
دروازه غار
دروازه شميران در دوره ناصری
دروازه دولاب
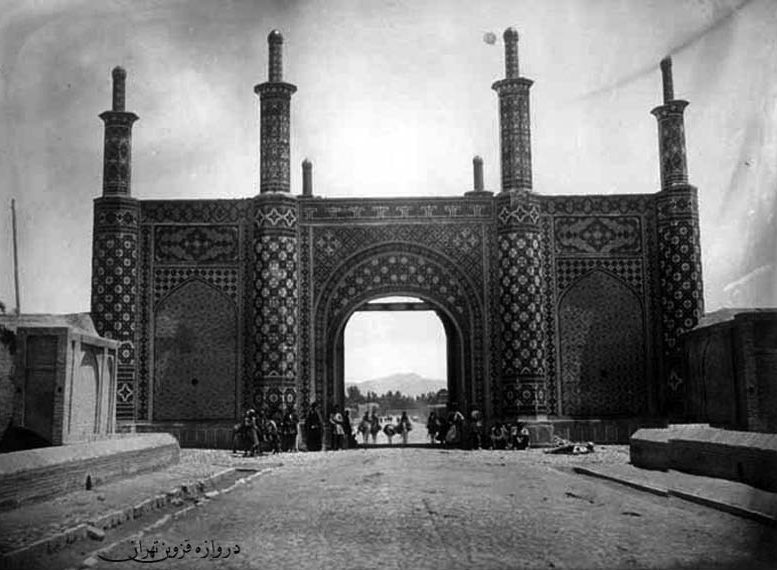
دروازه قزوین
دروازه شاه عبدالعظیم
دروازه دوشان تپه
درواره گمرگ

دروازه‌های دیگری نیز در داخل شهر قرار داشت که ورودی اغلب آنها به میدان توپخانه گشوده می‌شد، این دروازه‌های داخل شهری عبارت بودند از:
- دروازهٔ ماشین دودی
- دروازهٔ ناصریه
- دروازهٔ خیابان چراغ برق (چراغ گاز)
- سردر باغ ملی (برای مدتی کوتاه میدان مشق را باغ ملی می‌نامیدند.)
- سردر الماسیه (باب همایون)
- دروازهٔ خیابان مریضخانه (بخشی از خیابان سپه یا امام خمینی کنونی در ضلع جنوبی بیمارستان سینا)
- سردر قورخانه
- دروازهٔ خیابان علاءالدوله (خیابان فردوسی کنونی)
- دروازهٔ خیابان لاله‌زار
- دروازهٔ خیابان نایب‌السلطنه (خیابان گوتهٔ کنونی).

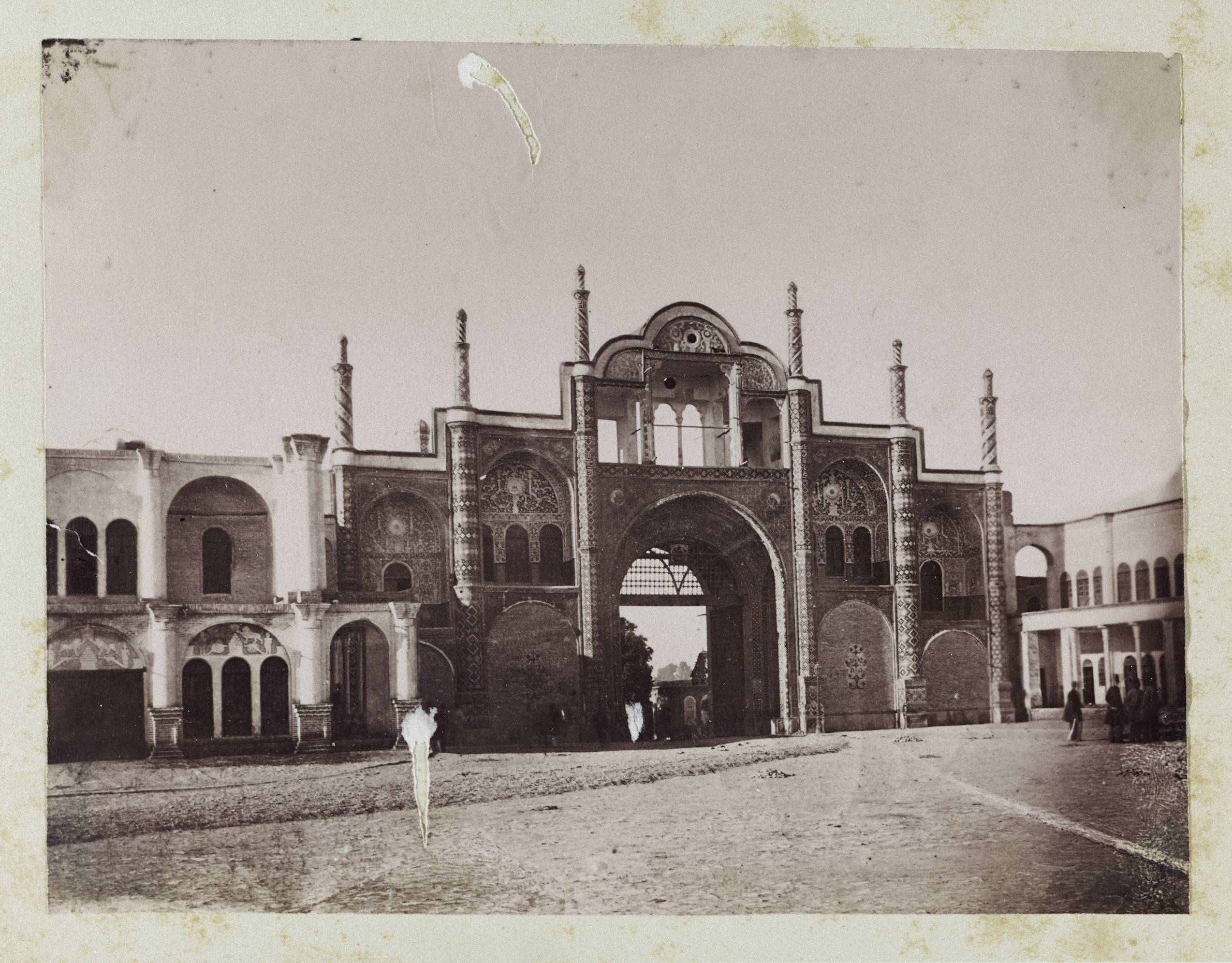
سردر باب همایون
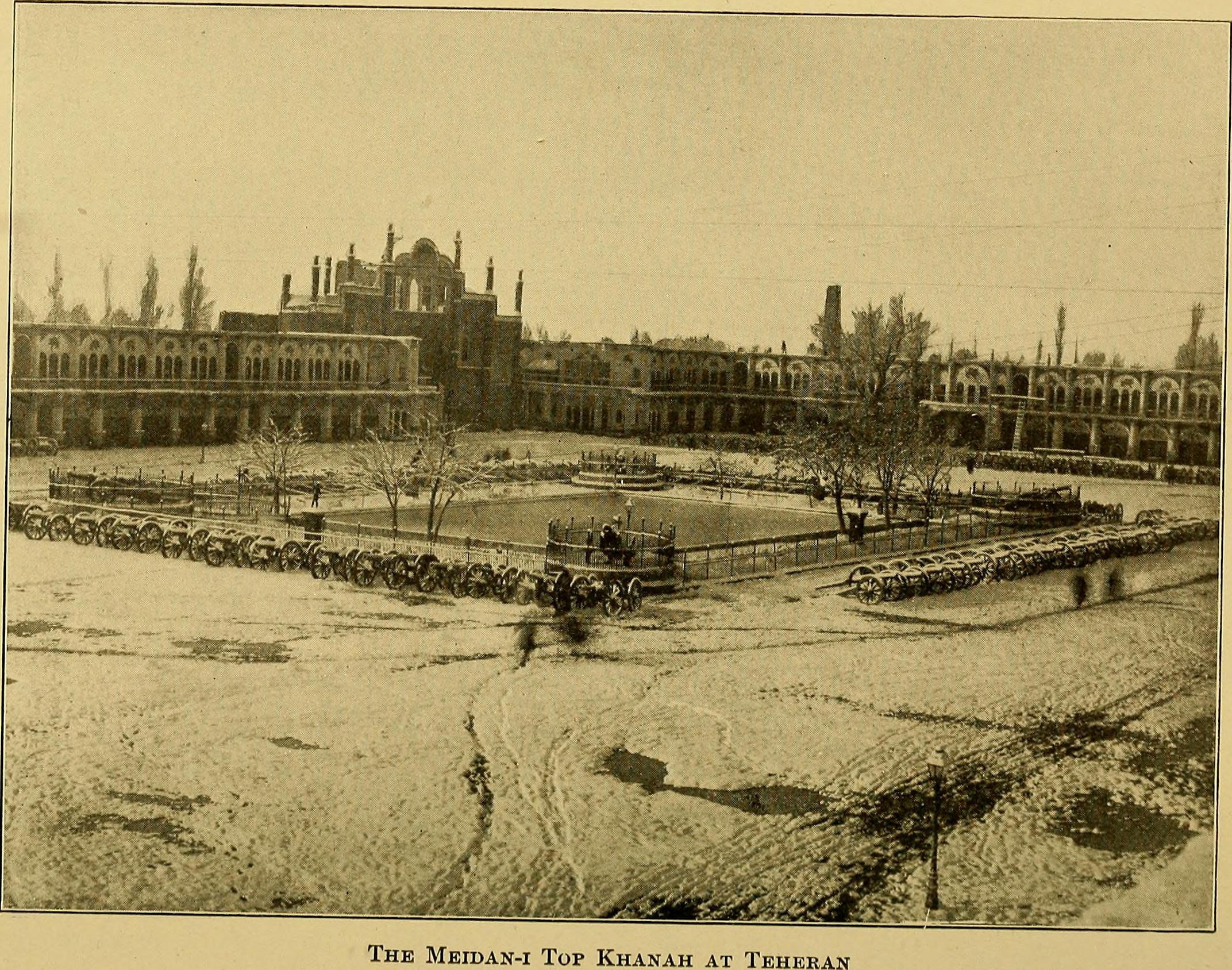
سردر الماسیه (دروازه میدان توپخانه)
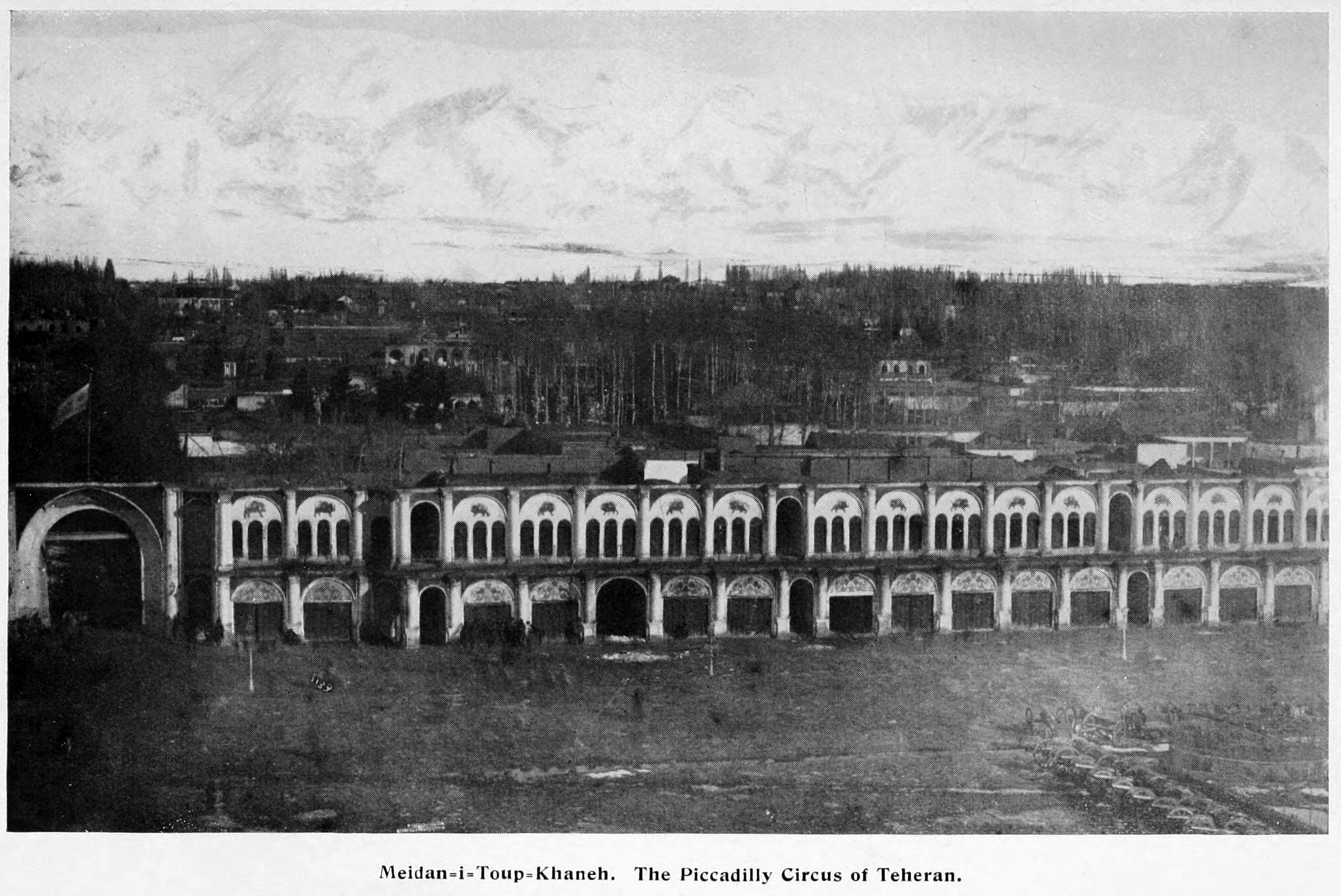
دروازه علاء‌الدوله (دروازه میدان توپخانه)
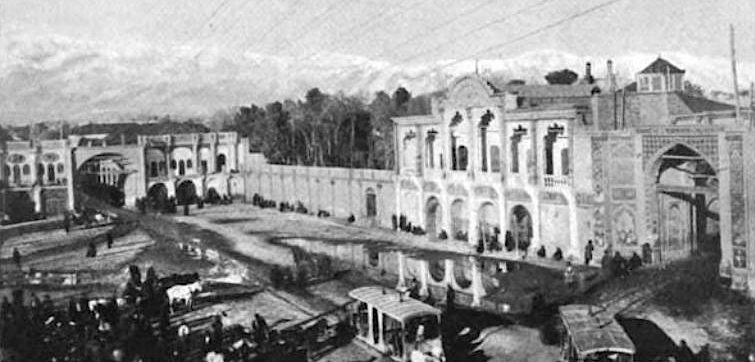
دروازه چراغ‌گاز (راست) و دروازه لاله‌زار (چپ) (میدان توپخانه)

## عاقبت دروازه‌های تهران

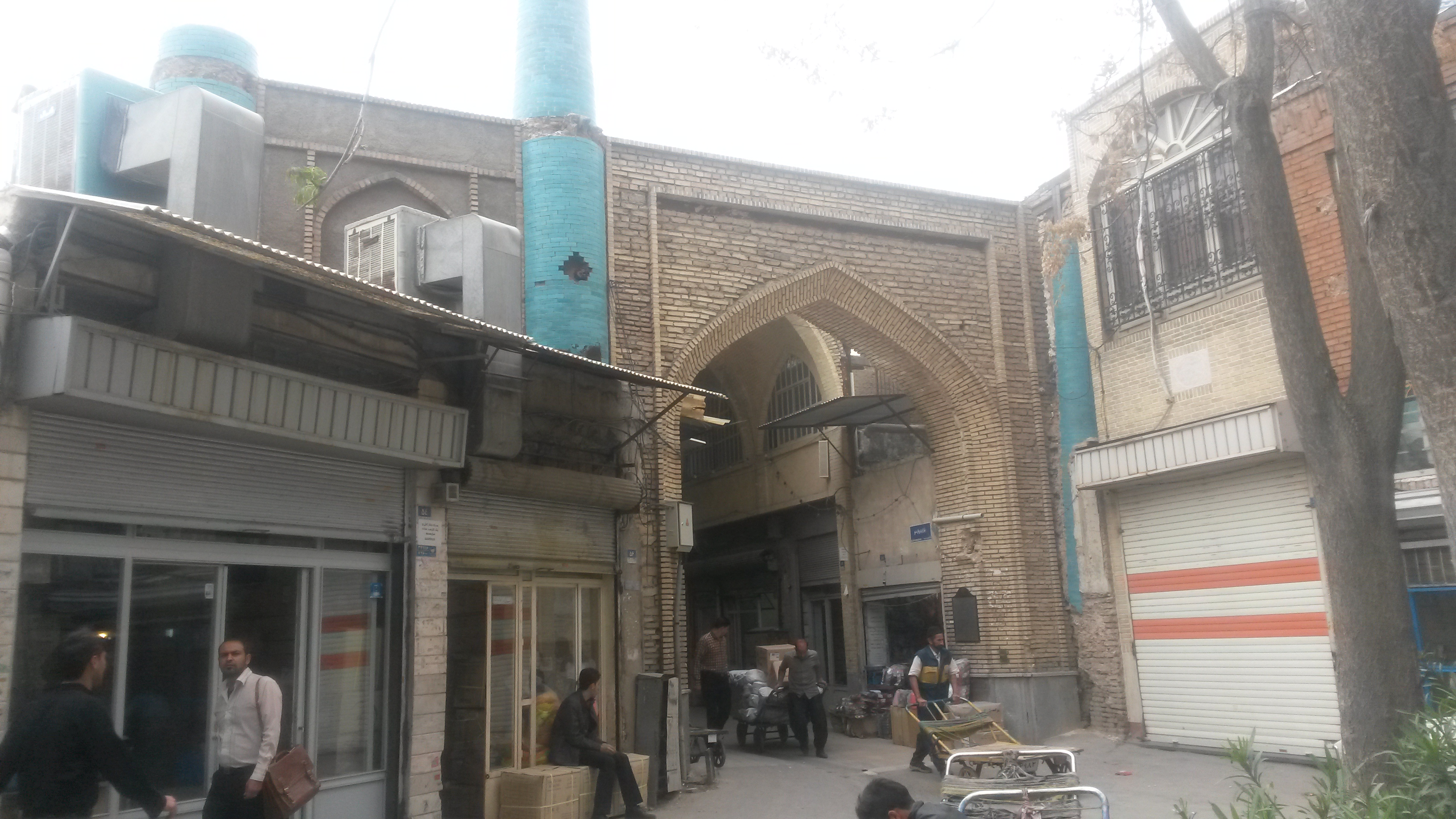
دروازه محمدیه

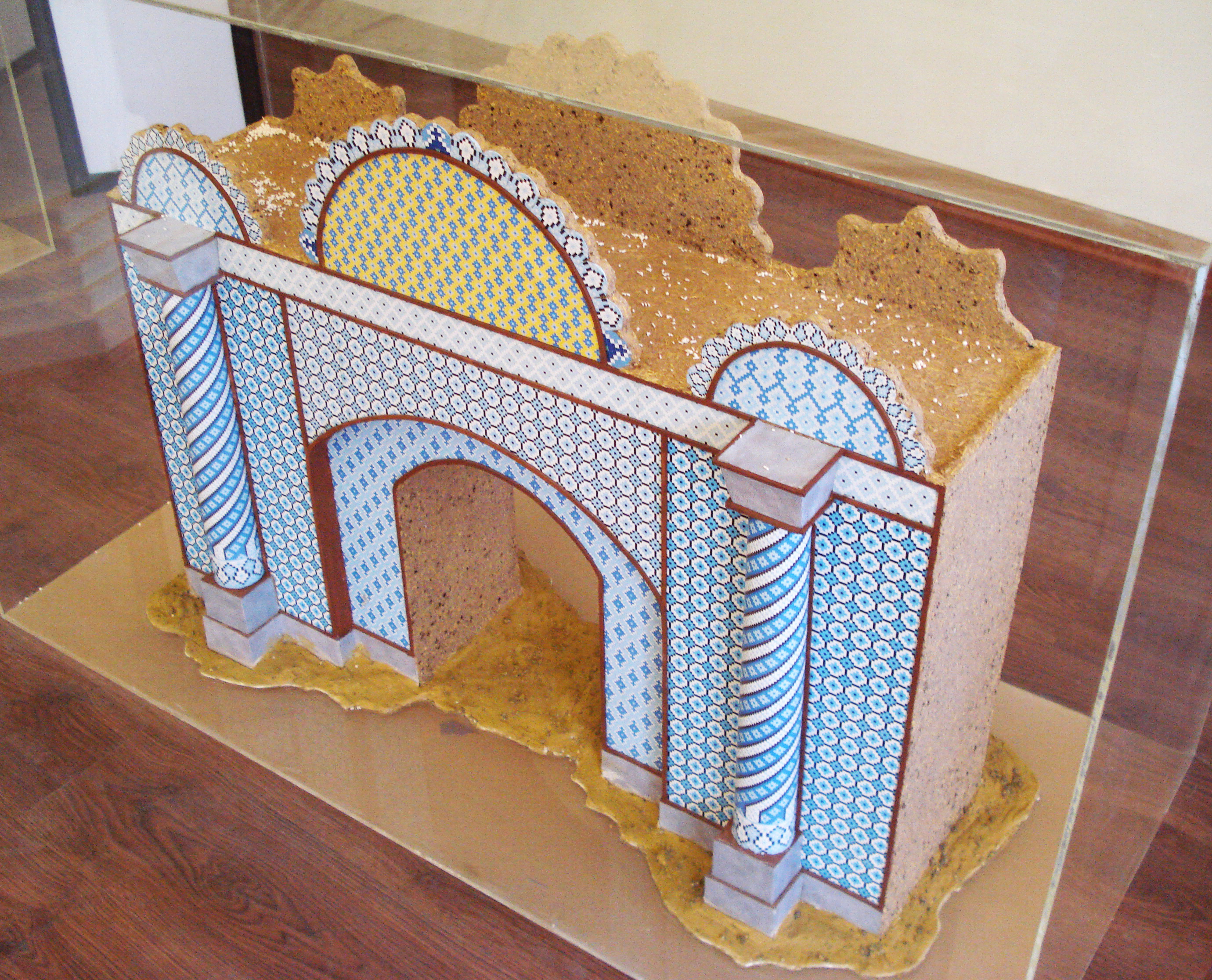
بازسازی دروازه دولت

در دوره پادشاهی رضاشاه پهلوی، و به منظور گسترش و مدرن‌سازی شهر تهران دستور تخریب دروازه‌های این شهر صادر شد. بدین ترتیب این آثار ارزشمند تاریخی نیز، مانند بسیاری دیگر از آثار تاریخی تهران عصر قاجاریه نابود گردید.
در حال حاضر، تنها دروازه‌هایی که از آن همه دروازهٔ موجود در تهران قدیم باقی مانده‌است، دروازهٔ محمدیه یا همان دروازهٔ نو، واقع در نزدیکی میدان اعدام (میدان محمدیهٔ امروزی) و همچنین دروازهٔ باغ ملی یا همان سردر باغ ملی می‌باشد. سردر قورخانهٔ تهران نیز از آن دوران بر جای مانده است. در سال‌های اخیر تعداد اندکی از هنرمندان ایرانی به بازسازی نمونه‌هایی از دروازه‌های تهران قدیم علاقه نشان داده‌اند.